# 王永積
王永積（1600年—1660年），字稚實，號匪直，人称崇岩先生，自號蠡湖野叟，南直隶常州府無錫縣人，明末清初政治人物。

## 生平
崇禎六年（1633年），王永積舉癸酉科應天府鄉試，崇禎七年（1634年）聯捷甲戌科二甲五十名進士，吏部觀政，九年授知山東武定州，三筑城而民不扰。清兵破济南，山东郡县望风瓦解，武定城甫完而被围。永积以民兵六千登陴坚守，且半年，百方捍御，独得不破。崇祯十三年（1640年）以计典黜职，巡按御史疏永积功，十五年起升兵部职方司，协赞员外郎，计典复官自永积始。李自成贼军猖獗，京师戒严。永积上疏陈堵截之方，进郎中。有宦官为其弟赂求浙镇者，永積却之，寻罢归，遂不复出。寄意山蹊水道，名贤往迹，而缀之以诗，曰《锡山景物略》。著有《心远堂遗集》。

## 親屬
曾祖王表，己丑進士、南京礼部郎中；祖王立道，乙未进士、翰林院编修；父王乾，庠生。從兄王永吉，天啓二年壬戌进士，官福州知府。